# Gustaf Magnus Mallmin
Gustaf Magnus Mallmin, född 1768 i Stora Tuna socken, Dalarna, död 1840, var en svensk präst.

## Biografi
Gustaf Magnus Mallmin var son till häradshövdingen Gustaf Mallmin och Elisabeth Troilia, en dotter till Magnus Troilius.
Mallmin blev student vid Uppsala universitet 1778, filosofie magister 1788, prästvigdes 1794, utnämndes till kyrkoherde i Sevalla 1809, förflyttades 1815 till Väster-Färnebo samt blev 1826 kontraktsprost och 1830 teologie doktor. Mallmin var, efter gammalt mått, en otroligt lärd man, framför allt i fråga om bibeln och kyrkofäderna, medeltidens asketiska och teologiska litteratur samt den protestantiska dogmatiken. Hans författarverksamhet inskränkte sig dock till stridsskrifter mot swedenborgarna Gustaf Knös och Johan Tybeck samt smärre uppsatser.